# Paz interina

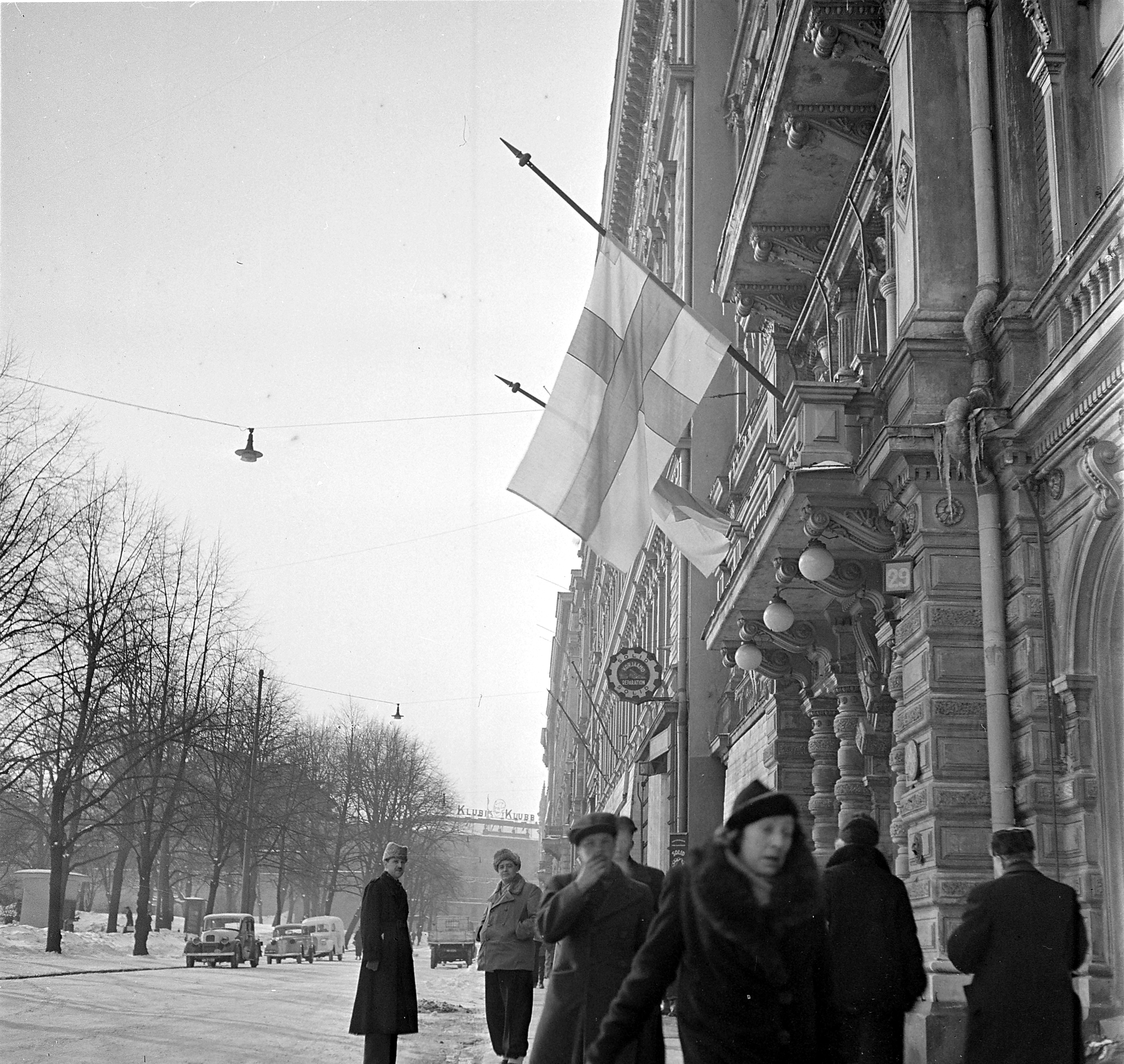
Banderas finlandesas a media hasta tras la publicación de los términos del tratado de paz de la guerra de Invierno.

La paz interina (finés: Aika Välirauhan, sueco: Mellanfreden) fue un corto período en la historia de Finlandia durante la Segunda Guerra Mundial. El término se utiliza para el tiempo de poco más de un año que transcurre entre la guerra de Invierno y la guerra de Continuación, entre el 13 de marzo de 1940 y el 24 de junio de 1941. El Tratado de Paz de Moscú fue firmado por Finlandia y la Unión Soviética el 12 de marzo de 1940 y puso fin a la guerra de Invierno de 105 días.
El período después del tratado fue sólo provisional en la inestable Europa de la Segunda Guerra Mundial. Tanto la Unión Soviética como Finlandia se estaban preparando para una nueva guerra mientras los soviéticos presionaban a los finlandeses políticamente.  A principios de 1940 Finlandia demandó una alianza con Suecia pero tanto la Unión Soviética como Alemania se opusieron a ella.  En abril, Alemania ocupó Dinamarca y Noruega.  En junio, la Unión Soviética ocupó los países bálticos.  El siguiente año, 1941, Finlandia participó de la invasión alemana a la Unión Soviética.